# Angelique Corthals
Angelique Corthals es una investigadora biomédica y antropóloga forense. Es profesora asociada en el Colegio de Justicia Criminal John Jay de la Universidad de la Ciudad de Nueva York (CUNY). Su enfoque en biomedicina es la etiología de enfermedades autoinmunes. En este ámbito, ha estudiado si el COVID-19 se originó zoonóticamente en murciélagos.

## Trayectoria
Creció en Bélgica, donde obtuvo títulos en violín y en estudios eslavos antes de decidirse por la antropología biológica. Vive con su esposa, Liliana M. Dávalos, en Long Island. Como lesbiana, participa en campañas de visibilidad para personas LGBT en ciencia.
Completó su doctorado en la Universidad de Oxford, en el colegio St. Cross, en 2003. Ha ocupado diversos cargos docentes y curatoriales en la Universidad de Mánchester, el Museo Americano de Historia Natural y en la Universidad de Stony Brook. Fue directora científica del Stony Brook BioBank. Ejerce como profesora asociada en Colegio de Justicia Criminal John Jay.